# Rohenice
Rohenice település Csehországban, Rychnov nad Kněžnou-i járásban. Rohenice Slavětín nad Metují, České Meziříčí, Jasenná és Bohuslavice településekkel határos. Lakosainak száma 300 fő (2024. január 1.).

## Népesség
A település lakosságának változását az alábbi diagram mutatja:
| Lakosok száma | 294  | 292  | 329  | 197  | 195  | 233  | 263  | 277  | 279  | 300  |
|               | 1869 | 1900 | 1921 | 1961 | 1980 | 2011 | 2016 | 2019 | 2021 | 2024 |